# Netko koga traže (1959.)
Netko koga traže je hrvatska televizijska drama iz 1959. godine, scenarista Kreše Novosela, u režiji Marija Fanellija. Smatra se jednom od prvih hrvatskih kriminalističkih drama realiziranih za televiziju, čime je označila početak tematskog i oblikovnog širenja televizijskog repertoara na području bivše Jugoslavije.
Premijerno je emitirana 12. srpnja 1959. na Televiziji Zagreb. Kao i većina ranih televizijskih drama, emitirana je uživo, te nije sačuvana u arhivima Hrvatske radiotelevizije.

## Radnja
Radnja prati razotkrivanje kriminalne grupe koja se bavi preprodajom dragocjenosti. Glavna zbivanja smještena su u gradski stan u kojem žive djevojka Nina i njezin poočim Posavec, čovjek zaokupljen mutnim poslovima, te u periferijsku gostionicu „Južna obala“ gdje tajanstveni stranac Majak na kraju uspijeva razriješiti zapleten slučaj.

## Glumačka postava
- Zlatko Madunić
- Sanda Langerholz kao Nina
- Jovan Ličina
- Zvonimir Ferenčić
- Zlatko Crnković
- Mato Ergović

## Kritika
Tjednik Radio televizija opisao je dramu riječima: 

## Značaj
Ova drama označila je tematski zaokret na televiziji, potvrđujući da je tadašnja jugoslavenska televizija počela prihvaćati sadržaje popularne kulture, unatoč dotadašnjem ideološkom oprezu prema kriminalističkom žanru, koji se smatralo »malograđanskim otpadom«.

## Vanjske poveznice
- Netko koga traže u internetskoj bazi filmova IMDb-a